# Ernst von Meyer (Chemiker)
Ernst Sigismund Christian von Meyer (* 25. August 1847 in Kassel; † 11. April 1916 in Dresden) war ein deutscher Chemiker und Chemiehistoriker.

## Herkunft
Die Familie erhielt mit dem hessen-kasselischen Staatsminister Wilhelm von Meyer (1731–1806) im Jahr 1779 den Reichsadel.
Sein Vater Friedrich Siegmund von Meyer (1807–1888) war kurhessischer Staatsminister und Gesandter in Paris. Seine Mutter war Charlotte Schlarbaum (1809–1882), eine Tochter des Prokurators Franz Adolph Benjamin Schlarbaum.

## Leben

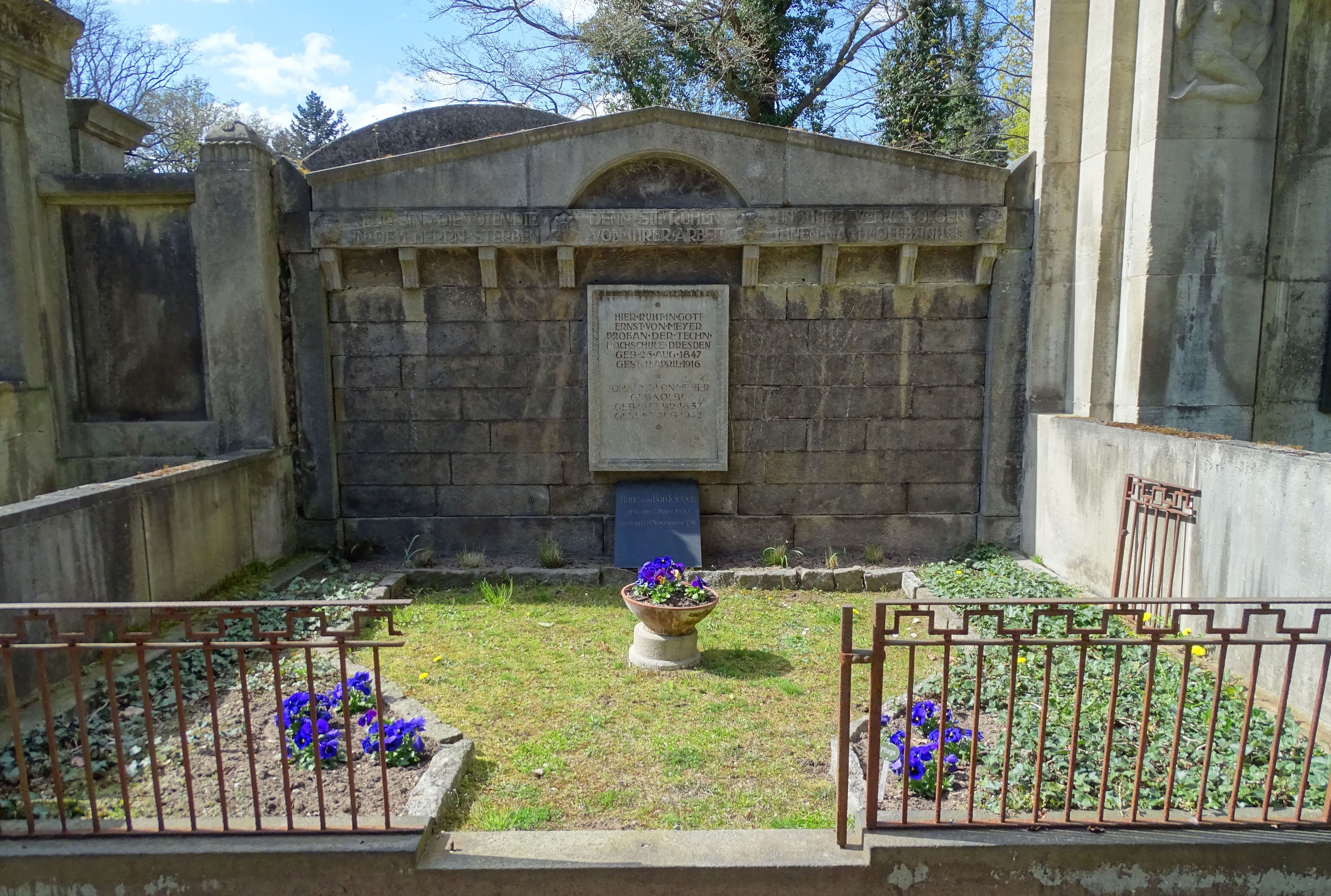
Grab von Ernst von Meyer auf dem Johannisfriedhof in Dresden

Nach dem Abitur am Gymnasium Fridericianum in Kassel studierte er Chemie bei Hermann Kolbe in Leipzig, bei dem er 1872 nach Teilnahme am Deutsch-Französischen Krieg promoviert wurde (Über die in Steinkohlen eingeschlossenen Gase). Er studierte auch 1868/69 auf Anraten von Kolbe in Heidelberg bei Robert Bunsen (dessen Schüler Kolbe war) und hörte dort auch den Chemiehistoriker Hermann Kopp. Danach leistete er seinen Wehrdienst bei der Artillerie. Bei der Rückkehr nach Leipzig wurde er auch noch von den Lehren des dortigen Privatdozenten Carl Graebe beeinflusst, der im Gegensatz zu Kolbe die durch Kekulé geprägte moderne Auffassung der organischen Chemie vertrat. 1874 habilitierte er sich in Leipzig, wurde 1878 außerordentlicher Professor und bei Kolbes Tod 1884 Lehrstuhlvertreter, bis 1885 Johannes Wislicenus berufen wurde. Wislicenus vertrat die von Kolbe bekämpfte Schule der Strukturchemie und Meyer kam mit ihm daher nicht aus.
Meyer gründete 1887 zusammen mit dem ehemaligen Kolbe-Assistenten Anton Weddige ein privates Unterrichtslabor für Chemie. 1895 übernahm er die Lehrstuhl-Nachfolge von Rudolf Schmitt für Organische Chemie an der TH Dresden. Von 1898 bis 1900 und 1912/13 war er dort Rektor. Er war Geheimer Hofrat.
Er befasste sich mit Explosivstoffen, Gasanalyse und organischen Stickstoffverbindungen wie Dinitrile und stickstoffhaltige Heterocyclen. Außerdem befasste er sich mit Chemiegeschichte. Seit 1870 gab er das Journal für praktische Chemie heraus. Meyer war Mitglied der wissenschaftlichen Akademien in Leipzig (Königlich-Sächsische Gesellschaft der Wissenschaften), Stockholm und Turin sowie der Leopoldina und der Physikalisch-medizinischen Sozietät in Erlangen.

## Familie
Er heiratete 1876 Johanna Kolbe, Tochter von Hermann Kolbe. Die Frau von Hermann Kolbe war seine Cousine. Er hatte mit seiner Frau drei Söhne und zwei Töchter, ein Sohn starb aber bereits früh. Seine Tochter Charlotte (1879–1964) heiratete den Professor Hermann Schmitt (1874–1932). Von Meyer verstarb 1916 in Dresden und wurde auf dem Johannisfriedhof beigesetzt.

## Schriften
- Die Explosivkörper und die Feuerwerkerei 1874
- Die Geschichte der Chemie von den ältesten Zeiten bis zur Gegenwart, 1899, 3. Auflage 1914 (auch ins Englische, Italienische und Russische übersetzt, letztere herausgegeben von Mendelejew), Internet Archive
- Chemie, Leipzig 1913
- Zur Erinnerung an Hermann Kolbe, Leipzig 1884

Er bearbeitete auch die Neuauflagen des Lehrbuchs der Organischen Chemie von Hermann Kolbe.